# Piz Nair
Piz Nair – szczyt w Alp Glarneńskich, części Alp Zachodnich. Leży w Szwajcarii, na granicy kantonów Gryzonia i Uri. Należy do podgrupy Alp Glarneńskich właściwych. Szczyt można zdobyć ze schroniska Treschhütte (1475 m) lub Etzlihütte (2052 m).
Pierwszego wejścia dokonali Ambros Zgraggen i F. Zahn w 1865 r.